# Floodfill
Floodfill bzw. Flutfüllung ist ein Begriff aus der Computergrafik. Es ist ein einfacher Algorithmus, um Flächen zusammenhängender Pixel einer Farbe in einem digitalen Bild zu erfassen und mit einer neuen Farbe zu füllen.
Ausgehend von einem Pixel innerhalb der Fläche werden jeweils dessen Nachbarpixel darauf getestet, ob diese Nachbarpixel auch die alte Farbe enthalten. Jedes gefundene Pixel mit der alten Farbe wird dabei sofort durch die neue Farbe ersetzt.

## Rekursive  Implementierung
Es gibt zwei Varianten der rekursiven Implementierung.

### 4-connected oder 4-Neighbour
Es werden jeweils die 4 benachbarten Pixel unten, links, oben und rechts vom Ausgangspunkt untersucht. Der Koordinatenursprung ist die Ecke links oben.
```
def
 
fill4
(
x
,
 
y
,
 
alteFarbe
,
 
neueFarbe
):

    
if
 
getPixel
(
x
,
 
y
)
 
==
 
alteFarbe
:

        
setPixel
(
x
,
 
y
,
 
neueFarbe
)

        
fill4
(
x
,
 
y
 
+
 
1
,
 
alteFarbe
,
 
neueFarbe
)
  
# unten

        
fill4
(
x
,
 
y
 
-
 
1
,
 
alteFarbe
,
 
neueFarbe
)
  
# oben

        
fill4
(
x
 
+
 
1
,
 
y
,
 
alteFarbe
,
 
neueFarbe
)
  
# rechts

        
fill4
(
x
 
-
 
1
,
 
y
,
 
alteFarbe
,
 
neueFarbe
)
  
# links

```

### 8-connected oder 8-Neighbour
Es werden jeweils die 8 benachbarten Pixel oben, unten, links, rechts, oben-links, oben-rechts, unten-links und unten-rechts vom Ausgangspunkt untersucht. Der Koordinatenursprung ist die Ecke links oben.
```
def
 
fill8
(
x
,
 
y
,
 
alteFarbe
,
 
neueFarbe
):

    
if
 
getPixel
(
x
,
 
y
)
 
==
 
alteFarbe
:

        
setPixel
(
x
,
 
y
,
 
neueFarbe
)

        
fill8
(
x
    
,
 
y
 
+
 
1
,
 
alteFarbe
,
 
neueFarbe
)
  
# unten

        
fill8
(
x
    
,
 
y
 
-
 
1
,
 
alteFarbe
,
 
neueFarbe
)
  
# oben

        
fill8
(
x
 
+
 
1
,
 
y
,
     
alteFarbe
,
 
neueFarbe
)
  
# rechts

        
fill8
(
x
 
-
 
1
,
 
y
,
     
alteFarbe
,
 
neueFarbe
)
  
# links

        
fill8
(
x
 
+
 
1
,
 
y
 
+
 
1
,
 
alteFarbe
,
 
neueFarbe
)
  
# rechts unten

        
fill8
(
x
 
+
 
1
,
 
y
 
-
 
1
,
 
alteFarbe
,
 
neueFarbe
)
  
# rechts oben

        
fill8
(
x
 
-
 
1
,
 
y
 
+
 
1
,
 
alteFarbe
,
 
neueFarbe
)
  
# links unten

        
fill8
(
x
 
-
 
1
,
 
y
 
-
 
1
,
 
alteFarbe
,
 
neueFarbe
)
  
# links oben

```

Bei gleichen Ausgangsbedingungen füllt die 8-connected-Variante üblicherweise einen größeren Bereich als die 4-connected-Variante, da sie „durch feine Ritzen kriecht“. Je nach Anwendungsfall kann dies gewünscht sein oder auch nicht.
Der Algorithmus in der rekursiven Form ist zwar einfach zu formulieren und zu verstehen, eignet sich jedoch nur bedingt für nicht-triviale Anwendungen. Der Algorithmus ist überaus rekursiv. Daher besteht ein hohes Risiko, dass der Algorithmus zu einem Stack Overflow führt. Ebenso benötigen die möglichen vielen Stack-Operationen durch die Rekursionen im Vergleich zu den eigentlichen Operationen des Algorithmus relativ viel Zeit.
Nicht zuletzt sind viele Rekursionsaufrufe des Algorithmus unnötig, da dabei unnötigerweise Pixel getestet werden, die kurz zuvor bereits auf die neue Farbe gesetzt wurden. Jede Rekursion trifft mindestens auf ein solches Pixel, jenes Pixel, welches gerade im darüberliegenden Rekursionslevel markiert wurde.

## Iterative Implementierung

### Programmierung
Mit Hilfe einer Warteschlange, eines Stapelspeichers oder einer ähnlichen Datenstruktur ist auch eine iterative Implementierung möglich. Dabei werden die Nachbarpixel-Koordinaten gespeichert und dann nacheinander abgearbeitet. Die Reihenfolge, in der die Koordinaten aus der Datenstruktur ausgelesen werden, spielt dabei keine Rolle. Durch das hohe Risiko eines Stack Overflow bei der rekursiven Implementierung ist die iterative Version in der Regel die bessere Wahl zur Implementierung des Verfahrens.

#### C#
Das folgende Programm in der Programmiersprache C# verwendet zwei verschachtelte while-Schleifen für eine Breitensuche der Pixel mit derselben Farbe.
```
using
 
System
;

using
 
System.Collections.Generic
;

using
 
System.Drawing
;

namespace
 
FloodFill

{

	
class
 
Program

	
{

		
// Diese Methode gibt true zurück, wenn die beiden Farben gleich sind, sonst false

		
private
 
static
 
bool
 
ColorMatch
(
Color
 
replacementColor
,
 
Color
 
targetColor
)

		
{

			
return
 
replacementColor
.
ToArgb
()
 
==
 
targetColor
.
ToArgb
();

		
}

		

		
// Diese Methode füllt alle zusammenhängenden Pixel, die dieselbe Farbe wie das Startpixel haben, mit der neuen Farbe

		
private
 
static
 
void
 
FloodFill
(
Bitmap
 
bitmap
,
 
Point
 
point
,
 
Color
 
replacementColor
)

		
{

			
Color
 
targetColor
 
=
 
bitmap
.
GetPixel
(
point
.
X
,
 
point
.
Y
);
 
// Speichert die Farbe des Startpixels

			
Queue
<
Point
>
 
queue
 
=
 
new
 
Queue
<
Point
>
();
 
// Warteschlange der Pixel für die Breitensuche

			
queue
.
Enqueue
(
point
);
 
// Fügt das Startpixel der Warteschlange hinzu

			
while
 
(
queue
.
Count
 
!=
 
0
)
 
// So lange die Warteschlange nicht leer ist

			
{

				
Point
 
point1
 
=
 
queue
.
Dequeue
();
 
// Entfernt das erste Pixel aus der Warteschlange

				
if
 
(
!
ColorMatch
(
bitmap
.
GetPixel
(
point1
.
X
,
 
point1
.
Y
),
 
targetColor
))
 
// Wenn die Farbe des aktuellen Pixels gleich dem Startpixel ist, wird die nächste Iteration der äußeren while-Schleife ausgeführt

				
{

					
continue
;

				
}

				
Point
 
point2
 
=
 
new
 
Point
(
point1
.
X
 
+
 
1
,
 
point1
.
Y
);
 
// Speichert das Pixel rechts vom aktuellen Pixel

				
while
 
(
point1
.
X
 
>=
 
0
 
&&
 
ColorMatch
(
bitmap
.
GetPixel
(
point1
.
X
,
 
point1
.
Y
),
 
targetColor
))
 
// So lange das aktuelle Pixel nicht links vom Rand ist und die Farbe des Startpixels hat

				
{

					
bitmap
.
SetPixel
(
point1
.
X
,
 
point1
.
Y
,
 
replacementColor
);
 
// Setzt das aktuelle Pixel auf die neue Farbe

					
if
 
(
point1
.
Y
 
>
 
0
 
&&
 
ColorMatch
(
bitmap
.
GetPixel
(
point1
.
X
,
 
point1
.
Y
 
-
 
1
),
 
targetColor
))
 
// Wenn das aktuelle Pixel nicht am linken Rand ist und die Farbe des Startpixels hat

					
{

						
queue
.
Enqueue
(
new
 
Point
(
point1
.
X
,
 
point1
.
Y
 
-
 
1
));
 
// Fügt das Pixel über dem aktuellen Pixel der Warteschlange hinzu

					
}

					
if
 
(
point1
.
Y
 
<
 
bitmap
.
Height
 
-
 
1
 
&&
 
ColorMatch
(
bitmap
.
GetPixel
(
point1
.
X
,
 
point1
.
Y
 
+
 
1
),
 
targetColor
))
 
// Wenn das aktuelle Pixel nicht am rechten Rand ist und die Farbe des Startpixels hat

					
{

						
queue
.
Enqueue
(
new
 
Point
(
point1
.
X
,
 
point1
.
Y
 
+
 
1
));
 
// Fügt das Pixel unter dem aktuellen Pixel der Warteschlange hinzu

					
}

					
point1
.
X
--
;
 
// Verschiebt das aktuelle Pixel um 1 nach links

				
}

				
// Die folgende while-Schleife wiederholt den Ablauf mit dem Pixel rechts vom aktuellen Pixel

				
while
 
(
point2
.
X
 
<=
 
bitmap
.
Width
 
-
 
1
 
&&
 
ColorMatch
(
bitmap
.
GetPixel
(
point2
.
X
,
 
point2
.
Y
),
 
targetColor
))

				
{

					
bitmap
.
SetPixel
(
point2
.
X
,
 
point2
.
Y
,
 
replacementColor
);

					
if
 
(
point2
.
Y
 
>
 
0
 
&&
 
ColorMatch
(
bitmap
.
GetPixel
(
point2
.
X
,
 
point2
.
Y
 
-
 
1
),
 
targetColor
))

					
{

						
queue
.
Enqueue
(
new
 
Point
(
point2
.
X
,
 
point2
.
Y
 
-
 
1
));

					
}

					
if
 
(
point2
.
Y
 
<
 
bitmap
.
Height
 
-
 
1
 
&&
 
ColorMatch
(
bitmap
.
GetPixel
(
point2
.
X
,
 
point2
.
Y
 
+
 
1
),
 
targetColor
))

					
{

						
queue
.
Enqueue
(
new
 
Point
(
point2
.
X
,
 
point2
.
Y
 
+
 
1
));

					
}

					
point2
.
X
++
;
 
// Verschiebt das aktuelle Pixel um 1 nach rechts

				
}

			
}

		
}

		

		
// Hauptmethode, die das Programm ausführt

		
public
 
static
 
void
 
Main
(
string
[]
 
args
)

		
{

			
Bitmap
 
bitmap
 
=
 
new
 
Bitmap
(
"UnfilledCircle.png"
);
 
// Weist den Inhalt der Bilddatei mit dem angegebenen Dateinamen der Variablen der Klasse Bitmap hinzu

			
FloodFill
(
bitmap
,
 
new
 
Point
(
200
,
 
200
),
 
Color
.
Red
);
 
// Aufruf der Methode mit den Parametern für Startpixel und Farbe

			
bitmap
.
Save
(
"FilledCircle.png"
);
 
// Speichert das geänderte Bitmap als Bilddatei mit dem angegebenen Dateinamen

		
}

	
}

}

```

#### Python
```
def
 
fill4
(
x
,
 
y
,
 
alteFarbe
,
 
neueFarbe
):

    
stack
.
push
(
x
,
 
y
)

    
while
 
stack
.
isNotEmpty
():

        
(
x
,
 
y
)
 
=
 
stack
.
pop
()

        
if
 
getPixel
(
x
,
 
y
)
 
==
 
alteFarbe
:

            
setPixel
(
x
,
 
y
,
 
neueFarbe
)

            
stack
.
push
(
x
,
 
y
 
+
 
1
)

            
stack
.
push
(
x
,
 
y
 
-
 
1
)

            
stack
.
push
(
x
 
+
 
1
,
 
y
)

            
stack
.
push
(
x
 
-
 
1
,
 
y
)

```

Dieses iterative Beispiel entspricht dem rekursiven Algorithmus mit vier Nachbarn. Derjenige mit acht Nachbarn wird entsprechend analog implementiert.
Anstatt auf dem Stack die als Nächstes zu testenden Positionen zu speichern, ist es möglich, die vorherigen Positionen und Richtungen zu speichern. Der Stack enthält dadurch nur den Pfad zur derzeitigen Position, was den Algorithmus speichereffizienter macht.

## Teiliterative Implementierung
Bei teiliterativer Implementierung besteht der Algorithmus aus einem iterativen Teil, der immer weiterläuft und sich immer in eine bestimmte Richtung wendet, zum Beispiel immer linksherum. Wenn der iterative Teil keine Pixel mehr zum Einfärben findet, wird der rekursive Teil gestartet, der nun deutlich weniger tief in die Rekursion geht. Somit ist ein Stack Overflow weniger wahrscheinlich.